# Upstate New York

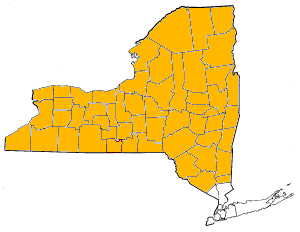
Karta över Upstate New York enligt den definition där Westchester County och Rockland County inte ingår.

Upstate New York är den del av delstaten New York som ligger bortom staden New York och dess storstadsregion. Det finns ingen officiell gräns där Upstate New York börjar eller slutar. Ibland hänsyftar termen till hela delstaten förutom New York och Long Island, och ibland åsyftas den del av delstaten som ligger norr om Poughkeepsie och väster om Catskill Mountains. Eftersom Westchester County och Rockland County ingår som pendlingsområden i New Yorks storstadsregion, anses de sällan tillhöra Upstate New York.
Kända platser i Upstate New York är bl.a. Lake Placid, Niagarafallen, Catskill Mountains och Woodstock. Sing-Sing-fängelset ligger däremot i Westchester County.